# بئوخیر
بئوخیر (به لاتین: Beukhir) یک روستا در بنگلادش است که در استان باریسال و در ناحیه پیروج‌پور واقع شده است.